# Swisspeace
Swisspeace, la Fondation suisse pour la paix, est un institut de recherche sur la paix orienté vers la pratique et actif dans le domaine de la promotion de la paix et de la prévention des conflits violents. La fondation a pour but de promouvoir la transformation pacifique de conflits armés en soutenant des acteurs suisses et internationaux dans leurs activités de promotion de la paix afin de contribuer à l’amélioration de la prévention et de la transformation des conflits. Son siège est à Bâle, en Suisse.

## Histoire

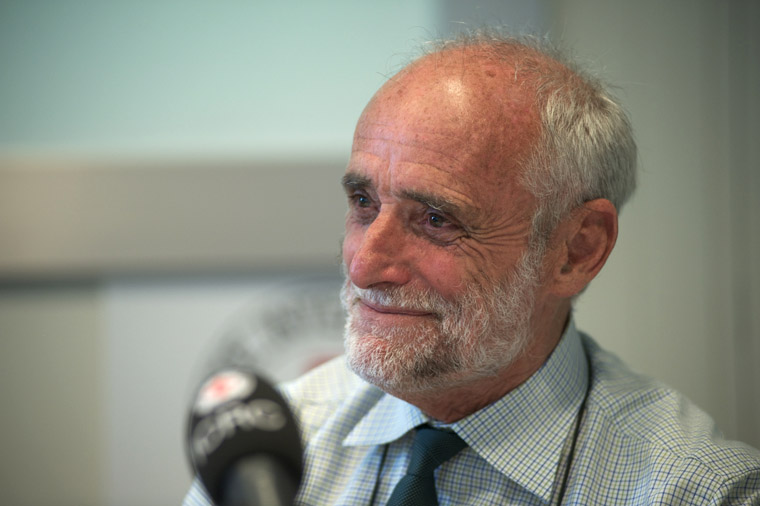
Jakob Kellenberger pendant une conférence de presse à Genève, 25 juin 2010

swisspeace a été fondée en 1988 sous le nom de ‘Fondation suisse pour la paix’ afin d'encourager en Suisse la recherche indépendante sur la paix. Aujourd'hui, une cinquantaine de personnes travaillent à swisspeace. swisspeace est membre de l’Académie suisse des sciences humaines et sociales (ASSH) et est un institut associé de l’université de Bâle.
Jakob Kellenberger, l’ancien président du Comité international de la Croix-Rouge (CICR), a été élu président du Conseil de fondation de swisspeace à l’occasion du 25e anniversaire de la fondation le 10 septembre 2013. Son directeur est le professeur Laurent Goetschel.

## Bailleurs et clients
Les principaux bailleurs et clients sont le Département fédéral des affaires étrangères (DFAE), le Fonds national suisse (FNS), le Secrétariat d’État à la formation, à la recherche et à l’innovation (SEFRI) ainsi que des organisations nationales et internationales, des fondations et des think tanks.

## Domaines d'activités
swisspeace contribue à façonner et mettre en œuvre la politique suisse de paix et de sécurité. La fondation poursuit ce but à travers la recherche, la formation, les services de conseil et l’information. Elle coopère avec d’autres organisations et possède la capacité juridique de créer de nouvelles organisations. La fondation se spécialise dans les domaines thématiques suivants :

### Médiation
Une tierce partie peut jouer un rôle important dans la conduite d’un dialogue entre les parties à un conflit. En collaboration avec le Center for Security Studies (CSS) de l’École polytechnique fédérale de Zurich (EPFZ), swisspeace soutient des médiateurs de paix du Département fédéral des affaires étrangères (DFAE) et offre annuellement des cours sur le sujet de la médiation de paix. Actuellement, swisspeace travaille aussi en collaboration avec ONU Femmes sur la participation des femmes dans le processus de paix et sur la question des minorités au Myanmar.

### Analyse et impact de la promotion de la paix
La résolution pacifique des conflits nécessite une analyse précise du conflit et des acteurs impliqués. Dans ce domaine, swisspeace mène, par exemple, un projet de réintégration des fonctionnaires palestiniens dans la bande de Gaza afin de promouvoir la réconciliation entre le Hamas et le Fatah.

### Traitement du passé

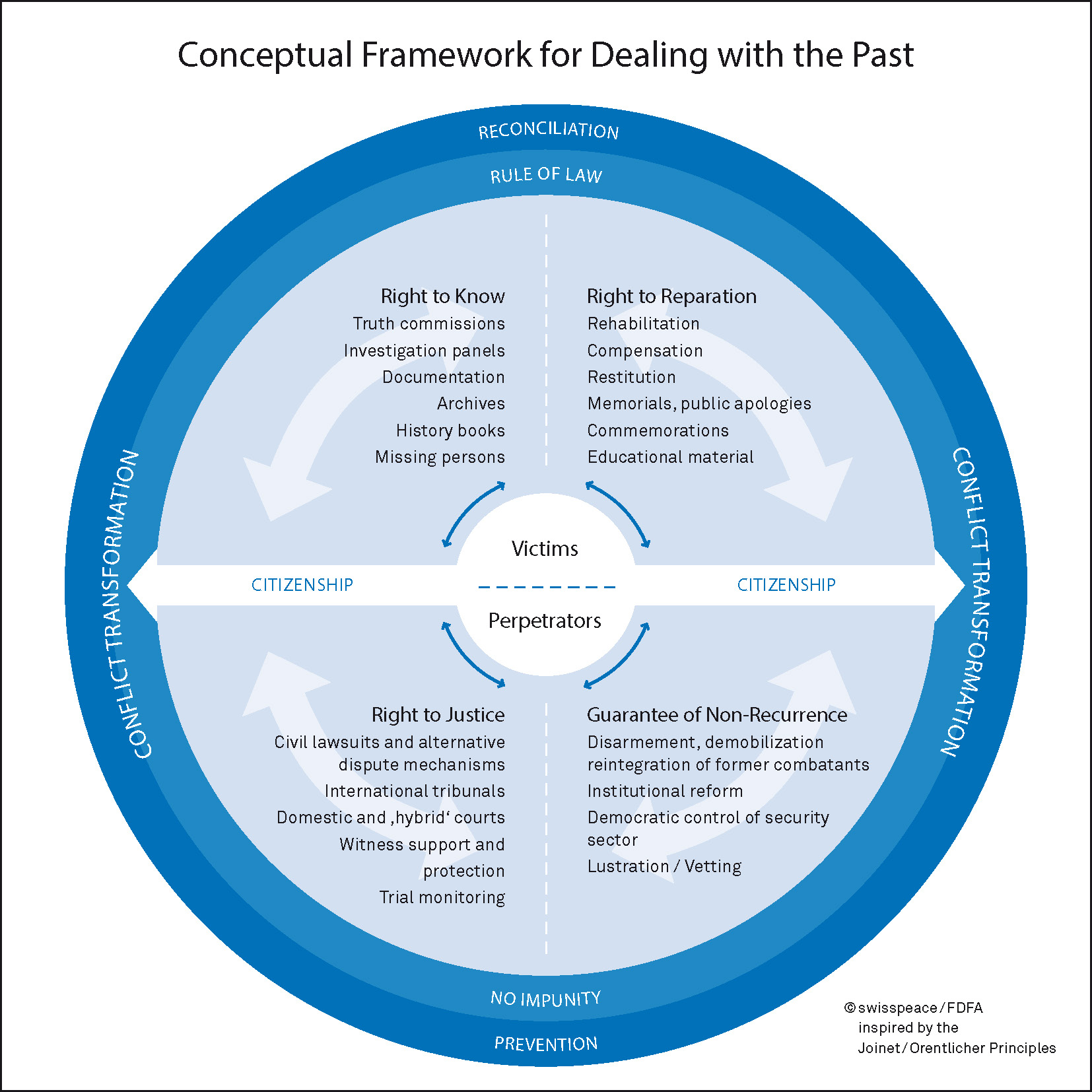
Figure 1: approche holistique pour traiter le passé

Conflits armés, dictatures et régimes répressifs marquent profondément et durablement les sociétés concernées. Le traitement des violations des droits de l’homme et d’autres crimes est devenu un objectif central de la promotion suisse de la paix. swisspeace a adopté une approche holistique, développée en collaboration avec le Département fédéral des affaires étrangères (DFAE), qui repose sur quatre piliers : le droit de savoir, le droit à la justice, le droit à la réparation et la garantie de non-répétition. Depuis la création d’une commission de vérité en Tunisie en 2014, swisspeace conseille celle-ci en ce qui concerne l’accès aux archives comme élément essentiel du traitement du passé.

### Économie & paix
Les entreprises privées actives dans des régions en proie aux conflits font partie de la dynamique de conflit. Dans le domaine de l’industrie forestière, swisspeace a rédigé un manuel sur la prévention et la résolution des conflits pour l’entreprise Danzer (de) après l’escalade d’un conflit avec les communautés locales.

### Genre
Les femmes, les enfants et les hommes souffrent tous des affres de la guerre, mais de façon différente. L’accompagnement de la mise en œuvre de la Résolution 1325 du Conseil de Sécurité de l’ONU, adoptée en 2000, sur les droits des femmes dans les régions en guerre et la participation des femmes aux processus de paix est une activité centrale pour swisspeace.

### Formation continue
En 2014, swisspeace a lancé une nouvelle offre dans le cadre des formations continues de l’Université de Bâle. La fondation propose, entre autres, les programmes suivants :
- Certificate of Advanced Studies (CAS) in Civilian Peacebuilding[15],[16];
- Diploma of Advanced Studies (DAS) in Civilian Peacebuilding (30 ECTS);
- Master of Advanced Studies (MAS) in Civilian Peacebuilding (60 ECTS).

## Projets

### Plateforme du KOFF
En collaboration avec le Département fédéral des affaires étrangères et une cinquantaine d’ONG, swisspeace a fondé en 2001 le Centre pour la promotion de la paix (KOFF). Cette plateforme promeut le dialogue entre les acteurs étatiques et non étatiques suisses dans le domaine de la promotion de la paix.[réf. nécessaire] Thania Paffenholz fut la directrice de KOFF de 2001 à 2005. Actuellement, le KOFF est dirigé par Sidonia Gabriel.

### OSCE
La fondation a coordonné de nombreux événements à Bâle dans le cadre de la présidence suisse de l’Organisation pour la sécurité et la coopération en Europe (OSCE). swisspeace a mené divers projets sur le thème de la paix dans la région de l‘OSCE et a organisé la conférence parallèle de la société civile en marge de la conférence ministérielle de l’OSCE à la fin de l’année 2014 à Bâle.